# Кастречони II (Мачерата)
Кастречони II (итал. Castreccioni II) насеље је у Италији у округу Мачерата, региону Марке.
Према процени из 2011. у насељу је живело 32 становника. Насеље се налази на надморској висини од 413 м.